# Grassy Hill
Grassy Hill (en chinois : 草山) est une montagne de Hong Kong située à proximité du col Lead Mine dans la partie centrale des Nouveaux Territoires et au sein du parc rural de Shing Mun. Culminant à une altitude de 646 mètres, elle forme une frontière naturelle entre les districts de Tsuen Wan, de Sha Tin et de Tai Po. La montagne est équipée d'un poste de triangulation, numérotée 506, relevant de la topographie du ministère des Terres de Hong Kong. Au nord-est du sommet se trouve la réserve naturelle de Tai Po Kau, et au sud-ouest le réservoir Shing Mun. La section no 7 du sentier MacLehose passe par le Grassy Hill, ainsi qu'une route qui se dirige au sud vers le Needle Hill.

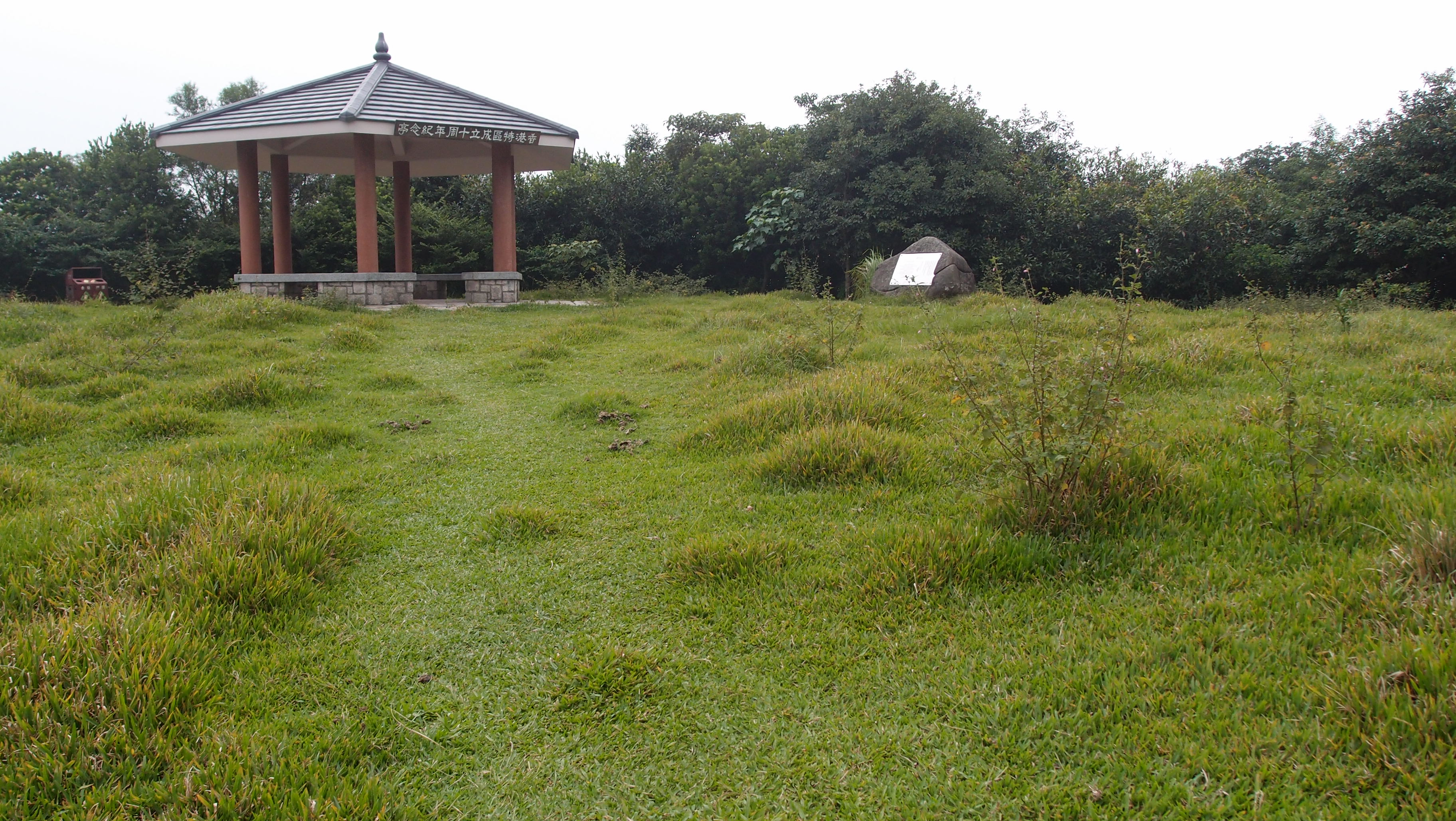
Pavillon commémorant le 10e anniversaire de la fondation de la R.A.S de Hong Kong, accessible à environ dix minutes à pied du sommet.